# روبن آبوویان
روبن هاروتیونی آبوویان (ارمنی: Ռուբեն Հարությունի Աբովյան؛ زاده ۲۶ ژوئن ۱۹۴۸ - درگذشته ۲۱ آوریل ۲۰۲۳) نقاش اهل ارمنستان بود.

## زندگی‌نامه
وی در ۲۶ ژوئن ۱۹۴۸ در ایروان در به دنیا آمد و از کالج دولتی هنرهای زیبای پانوس ترلمزیان (۱۹۶۸) فارغ‌التحصیل گشت. وی عضو اتحادیه نقاشان ارمنستان بود. وی همچنین برنده جوایزی همچون نقاش شایسته ارمنستان شوروی شد. وی در ۲۱ آوریل ۲۰۲۳ در سن ۷۴ سالگی درگذشت.